# Fumino Kimura
Fumino Kimura (木村 文乃 Kimura Fumino?,  Tokio, Japón, 19 de octubre de 1987) es una actriz japonesa, afiliada a Tristone Entertainment. Ha aparecido en más de un docena de películas y series de televisión.

## Filmografía

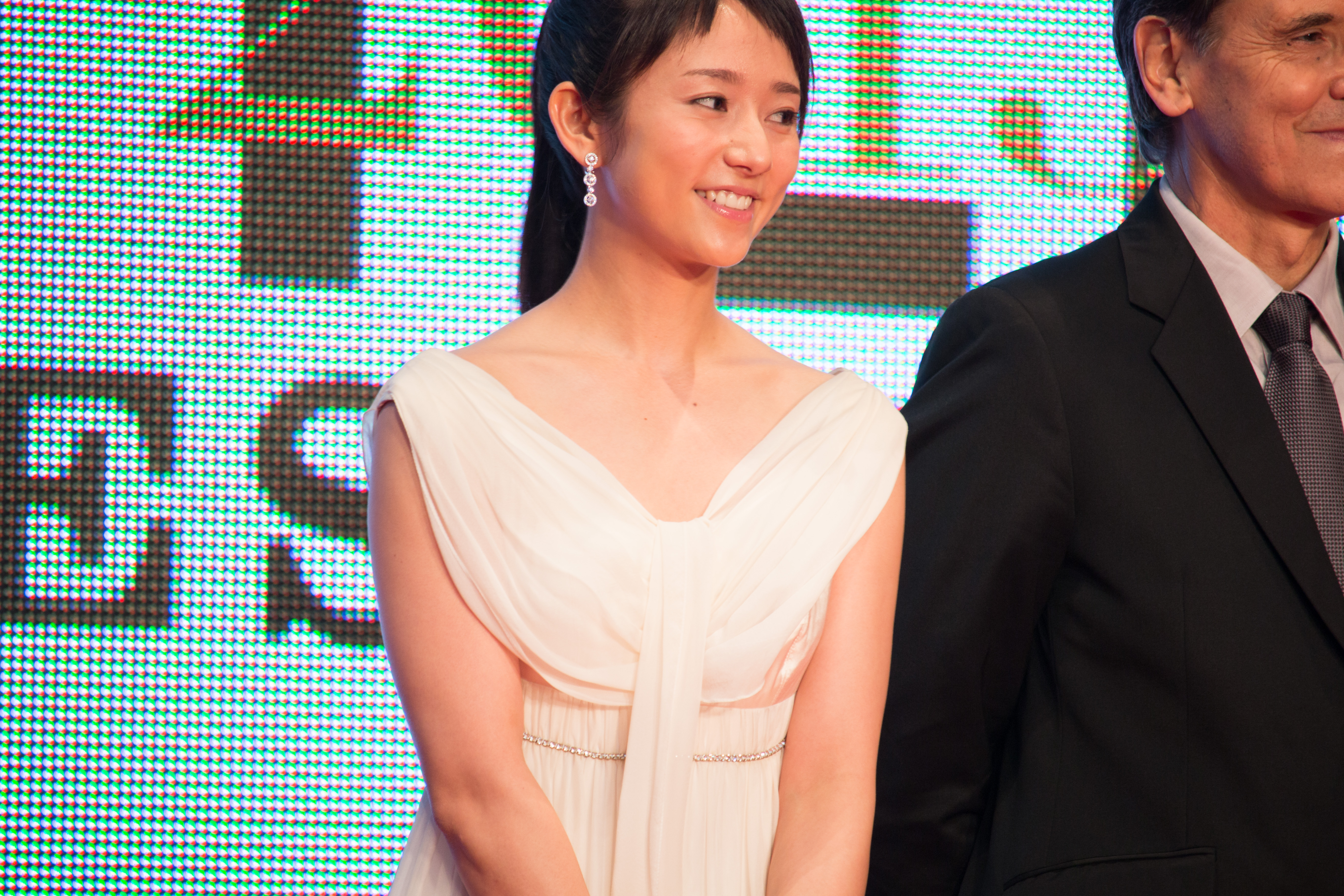
Fumino Festival Internacional de Cine de Tokio de 2015.

### Películas
- Kaze no Dadu (2006), Ayumi Asano[1]
- Adan (2006), Adan[2]
- Paradise Kiss (2011)[3]
- Run60 (2011), Maki[4]
- Gokudō Meshi (2011), Shiori Mizushima[5]
- Ramo Trip (2012), Mari Ijichi[6]
- Chips (2012), Wakaba Ōnishi[7][8]
- Kyō, Koi o Hajimemasu (2012), Nana[9]
- Bokutachi no Kōkan Nikki (2013), Maiko Utagawa[10][11]
- Jōkyō Monogatari (2013)[12]
- Subete wa Kimi ni Aeta kara (2013), Yukina Yamaguchi[13][14]
- Chiisai Ouchi (2014), Yuki[15]
- Nishino Yukihiko no Koi to Bōken (2014), Tama[16]
- Taiyō no Suwaru Basho (2014), Kyōko Suzuhara[17]
- Kuchibiru ni uta o (2015), Haruko Matsuyama[18]
- Initiation Love (2015), Miyako Ishimaru[19]
- Piece of Cake (2015), Nanako[20]
- The Cross (2016), Sayuri Nakagawa
- Seasons (2016),
- Reminiscence (2017)
- Hibana: Spark (2017), Maki
- Hitsuji no Ki (2018), Aya Ishida
- Itō-kun A to E (2018), Rio Yazaki (E)

### Televisión
- Dandan (NHK, 2008-2009), Suzuno[21]
- Hanawake no Yonshimai (TBS, 2011)[22]
- Honto ni Atta Kowai Hanashi Natsu no Tokubetsu-hen 2011 (Fuji TV, 2011), Harumi Kashiwada[23]
- Mitsu no Aji: A Taste of Honey (Fuji TV, 2011), Rai Yōka[24][25]
- Incident Akujotachi no Mesu (Fuji TV, 2011)[26]
- Keishichō Shissōka Takashiro Kengo (TV Asahi, 2011), Michi Miura[27]
- Run 60 (2012, MBS), Maki[28]
- Ataru (TBS, 2012), Riko Suzuhara[29]
- Umechan Sensei (NHK, 2012), Shizuko Nojima[30]
- Hōkago wa Mystery to Tomo ni (TBS, 2012), Eiko Noda[31]
- Naniwa Shōnen Tanteidan (TBS, 2012), Mika Haruna[32]
- Kuro no Onna Kyōshi (TBS, 2012), Haruka Aoyagi[33][34]
- Dorokutā: Aruhi, Boku wa Mura de Tatta Hitori no Isha ni Natta (NHK BS, 2012)[35]
- Osozaki no Himawari: Boku no Jinsei, Renewal (Fuji TV, 2012), Haruna Imai[36][37]
- Sodom no Ringo: Lot o Koroshita Musumetachi (WOWOW, 2013)[38]
- Kumo no Kaidan (NTV, 2013), Akiko Tasaka[39][40]
- Furueru Ushi (WOWOW, 2013), Kozue Tagawa[41]
- Kyō no Hi wa Sayōnara (NTV, 2013), Etsuko Tanabe[42]
- Henshin Interviewer no Yūutsu (TBS, 2013), Rika Kahiyama[43]
- Tokeiya no Musume (TBS, 2013), Chikako Kuniki[44]
- Hasegawa Machiko Monogatari: Sazaesan ga Umareta Hi (Fuji TV, 2013), Yōko Hasegawa[45]
- Ashita, Mama ga Inai (NTV, 2014), Kanai Mizusawa[46]
- Kuroi Fukuin: Kokusaisen Stewardess Satsujin Jiken (TV Asahi, 2014), Setsuko Ikuta[47]
- Yonimo Kimyōna Monogatari '14 Haru no Tokubetsu-hen (Fuji TV, 2014), Miyū Itsuki[48]
- Suteki na Sen Taxi (KTV, 2014), Marina Kōzai[49]
- Zeni no Sensō (KTV, 2015), Kozue Aoike[50]
- Mother Game: Kanojotachi no Kaikyū (TBS, 2015), Kiko Kamahara[51]
- Stone's Cocoon (WOWOW, 2015), Tōko Kisaragi[52]
- Moribito: Guardian of the Spirit (NHK, 2016), The Second Empress[53]
- A Life: A Love (TBS, 2017), Yuki Shibata
- I'm Your Destiny(NTV, 2017), Haruko Kogetsu
- 99.9 Criminal Lawyer Season II (TBS, 2017), Maiko Ozaki
- The Many Faces of Ito (TBS, 2017), Rio Yazaki (E)

## Premios y nominaciones
| Año  | Premio                         | Categoría               | Película            | Resultado |
| ---- | ------------------------------ | ----------------------- | ------------------- | --------- |
| 2014 | Premios Élan d'Or              | Mejor artista nuevo     | Ella misma          | Ganadora  |
| 2015 | Nikkan Sports Drama Grand Prix | Mejor actriz de reparto | War of Money        | Ganadora  |
| 2018 | Mainichi Film Awards           | Mejor actriz de reparto | Spark               | Nominada  |
| 2018 | Blue Ribbon Awards             | Mejor actriz de reparto | Spark, Reminiscence | Nominada  |
| 2018 | Tokyo Sports Film Award        | Mejor actriz de reparto | Reminiscence        | Nominada  |